# The Rise of Brutality
The Rise of Brutality är det amerikanska hardcorepunkbandet Hatebreeds tredje studioalbum, utgivet i oktober 2003 på Universal Records, bandets sista skiva på detta bolag.
Albumet nådde plats 30 på Billboard-listan.
Musikvideor spelades in till "Live for This" och "This Is Now". Den senare släpptes även som promosingel.

## Låtlista
1. "Tear It Down" – 1:47
2. "Straight to Your Face" – 2:17
3. "Facing What Consumes You" – 3:29
4. "Live for This" – 2:50
5. "Doomsayer" – 3:23
6. "Another Day, Another Vendetta" – 3:05
7. "A Lesson Lived Is a Lesson Learned" – 2:03
8. "Beholder of Justice" – 2:44
9. "This Is Now" – 3:36
10. "Voice of Contention" – 2:27
11. "Choose or Be Chosen" – 1:39
12. "Confide in No One" – 2:38

Bonusspår på den brittiska utgåvan
1. "Bound to Violence" – 2:23

## Medverkande

### Musiker
- Jamey Jasta – sång
- Sean Martin – gitarr
- Chris Beattie – basgitarr
- Matt Byrne – trummor